# ベゴニア (小惑星)
ベゴニア (943 Begonia) は小惑星帯に位置する小惑星である。ハイデルベルクのケーニッヒシュトゥール天文台でカール・ラインムートによって発見された。
スミレ目シュウカイドウ科に属する植物、ベゴニアに因んで命名された。